# Gennaro Arma
Gennaro Arma (soprannominato dalla stampa anglofona: «The Brave Captain» ovvero «il Capitano Coraggioso»; Piano di Sorrento, 3 maggio 1975) è un comandante marittimo italiano.

## Carriera
Frequenta l'Istituto tecnico nautico "Nino Bixio" di Piano di Sorrento, presso il quale si diploma «Aspirante al Comando di Navi Mercantili» nel 1993.
Inizia a navigare a bordo di navi chimichiere e posacavi, dapprima come mozzo, giovanotto di coperta e garzone di cucina, per poi successivamente ottenere l'agognato imbarco da allievo ufficiale di coperta. 
Nel maggio 1998, all'età di 23 anni, entra nella compagnia di navigazione crocieristica statunitense Princess Cruises, nella quale percorre tutta la carriera sino a diventare comandante nel 2015; viene posto al comando della nave Diamond Princess nel 2018. 
L’epidemia di COVID-19 che nei primi mesi del 2020 imperversa sulla nave della quale Arma è al comando porta al fermo della stessa nel porto di Yokohama e alla relativa messa in quarantena da parte delle autorità sanitarie giapponesi dal 3 febbraio al 1º marzo 2020, giorno in cui ne termina l'evacuazione; dopo aver gestito la difficile situazione, il comandante Arma sbarca per ultimo. Per il suo contegno e comportamento, il 5 marzo 2020, il presidente della Repubblica Italiana Sergio Mattarella gli conferisce l'onorificenza di commendatore dell'OMRI. 
Arma vive a Sant'Agnello (NA) con la moglie Mariana Gargiulo e il figlio Diego.
È autore del libro “La lezione più importante: quello che il mare mi ha insegnato”, edito da Mondadori e pubblicato a novembre 2020, in cui racconta le vicende a bordo della Diamond Princess.
Da luglio 2021 è Presidente di IAM, associazione che si propone di contribuire alla crescita del cluster marittimo italiano.

### Casi di COVID-19 sullaDiamond Princess

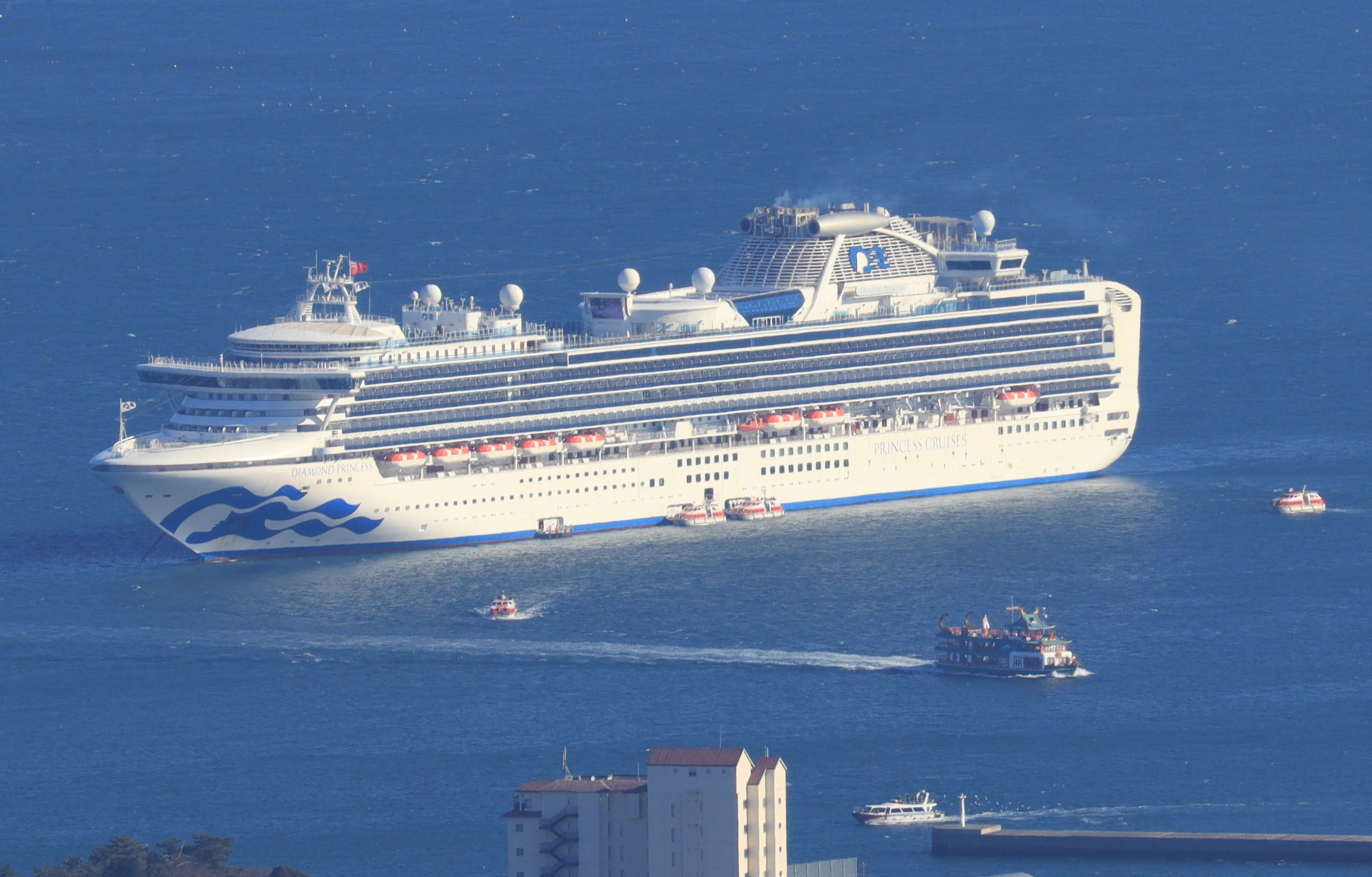
La Diamond Princess

Il 3 febbraio 2020, mentre la Diamond Princess comandata da Arma sta navigando per una crociera in acque territoriali giapponesi, nel quadro delle misure di contenimento della diffusione del nuovo coronavirus SARS-CoV-2, il Ministero della salute nipponico impone lo stato di quarantena alla nave ed alle 3.711 persone di 56 nazionalità diverse a bordo (dei quali 1.045 membri dell'equipaggio e 2.666 passeggeri), dopo che è stata accertata la positività al virus di un uomo di ottant'anni sbarcato il giorno prima a Hong Kong. La nave viene ormeggiata per la quarantena nel porto di Yokohama.
I successivi controlli effettuati identificano, al 26 febbraio 2020, un totale di 705 persone contagiate. Tra di esse vi sono almeno 138 indiani, di cui 132 membri dell'equipaggio e 6 passeggeri, nonché 35 filippini, 32 canadesi, 24 australiani, 13 americani, 4 indonesiani, 4 malesi e 2 britannici. Molti paesi, tra cui Canada, Australia, Stati Uniti, Filippine, Indonesia, Hong Kong e il Regno Unito, si sono organizzati per evacuare i loro cittadini e metterli in quarantena nei loro stessi paesi. 
Al 29 febbraio sono stati rilevati 705 casi di contagio, 10 guarigioni e 6 decessi.
A partire dal 27 febbraio viene iniziata l'evacuazione dell'intero equipaggio e dei passeggeri, che termina il 1º marzo successivo con lo sbarco del comandante Arma. Un cittadino australiano evacuato è deceduto il 1º marzo, portando a 7 il totale dei decessi sulla nave per la pandemia.
Il 17 maggio, a seguito di una lunga sanificazione e ristrutturazione, dopo 4 mesi la Diamond Princess salpa dal porto di Yokohama alla volta della Malesia per consentire il rientro in patria dell'equipaggio.
I fatti relativi all'evento in parola, per quanto notevoli e per quanto indicati come lodevoli dagli organi di stampa e di informazione, rientrano in una normale logica gestionale che ogni comandante di nave ha l'obbligo normativo di disimpegnare. Inoltre, è da tener presente che le attività descritte sono state espletate in ottemperanza ad ingiunzioni e direttive emanate dall'autorità sanitaria marittima giapponese con nave ormeggiata in banchina ed in un porto sicuro. Ogni comandante di nave, nel rispetto degli obblighi che la legge gli impone, nel regolare espletamento del proprio complesso incarico, avrebbe dovuto gestire gli eventi, sempre ed in ogni caso, dando completa ottemperanza alle ingiunzioni emesse dall'autorità sanitaria giapponese, senza nulla poter obiettare.

### Opere
- Gennaro Arma, La lezione più importante. Quello che il mare mi ha insegnato, Milano, Mondadori, 2020, ISBN 9788804733928.